# Розовое вино

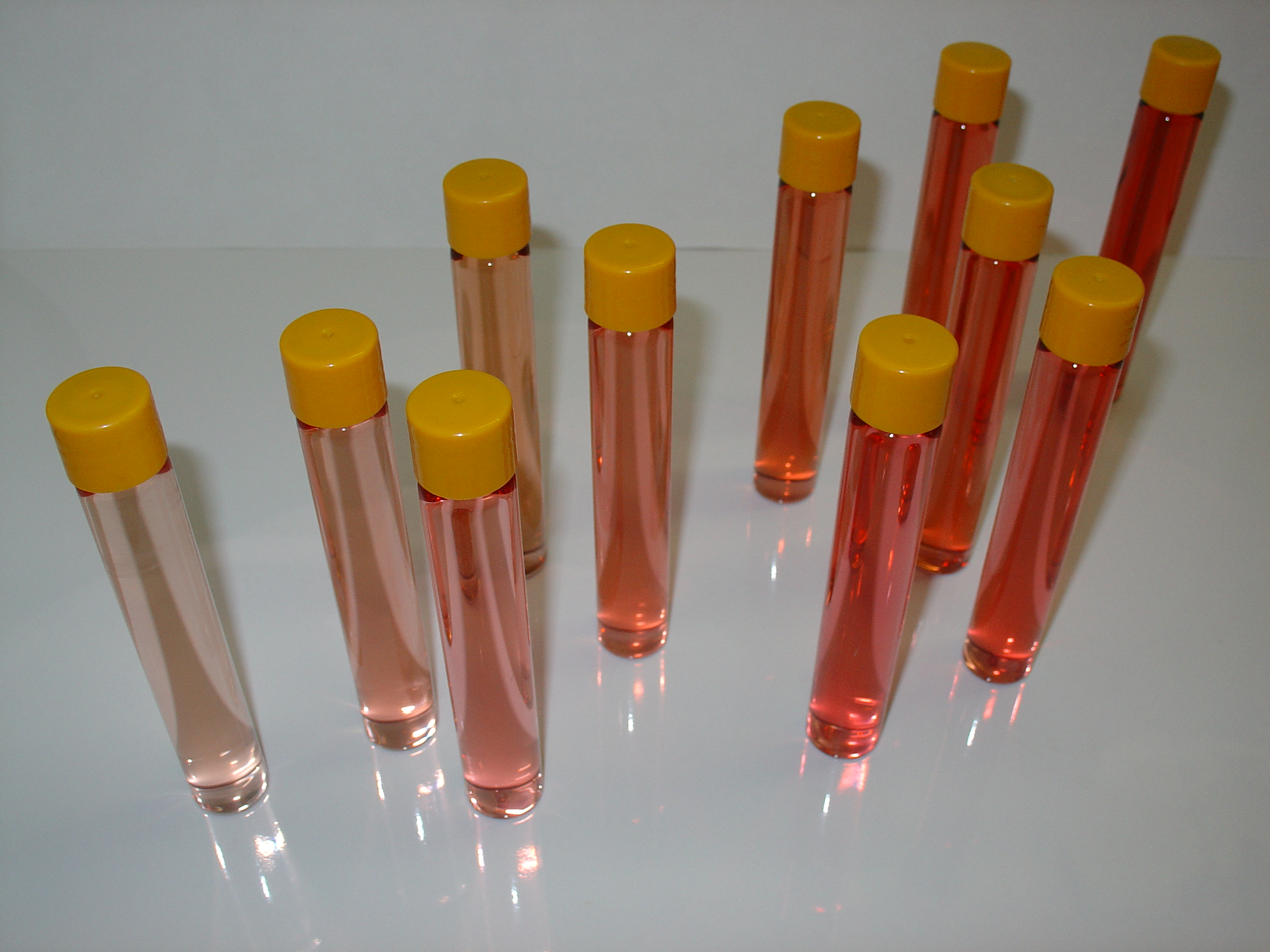
Образцы розовых вин из Прованса

Ро́зовое вино́ (также фр. rosé — розэ́) — вино, получаемое с использованием красных сортов винограда в результате непродолжительного контакта виноградного сусла с мезгой (и характерными для кожицы винограда тёмными пигментами).
Один из трёх основных видов вина при классификации по цвету, наряду с красным и белым вином.
При используемой технологии цвет розового вина получается промежуточным между цветом красного и белого, оттенки варьируют от бледно-розового до насыщенно-розового.
Розовые вина чаще всего получают только из красного винограда, но существуют и иные методы. Возможно получать вино розового цвета смешиванием белого и красного винограда или сока из белого и красного винограда — полученное розовое вино в Центральной Европе известно как ротлинг. Так же, для получения вина розовых оттенков можно смешивать белое и красное вино. Законодательство ЕС запрещает называть розовым вино, полученное с использованием белого винограда, а во Франции такой способ производства розового вина запрещён. Единственное исключение — это производство розового шампанского, которое разрешено делать из смеси белого и красного вина, но не смеси белого и красного винограда или виноградных соков. Способ непопулярен среди основных производителей шампанского.
В другом способе, известном, как «пинкинг» (англ. pinking, в переводе на русский «розовение») для изготовления розового вина используются некоторые белые сорта винограда.
Так же, как и другие виды вина, розовое вино может иметь множество дополнительных характеристик — быть сухим или сладким, крепленым, марочным и т. д.

## История и география

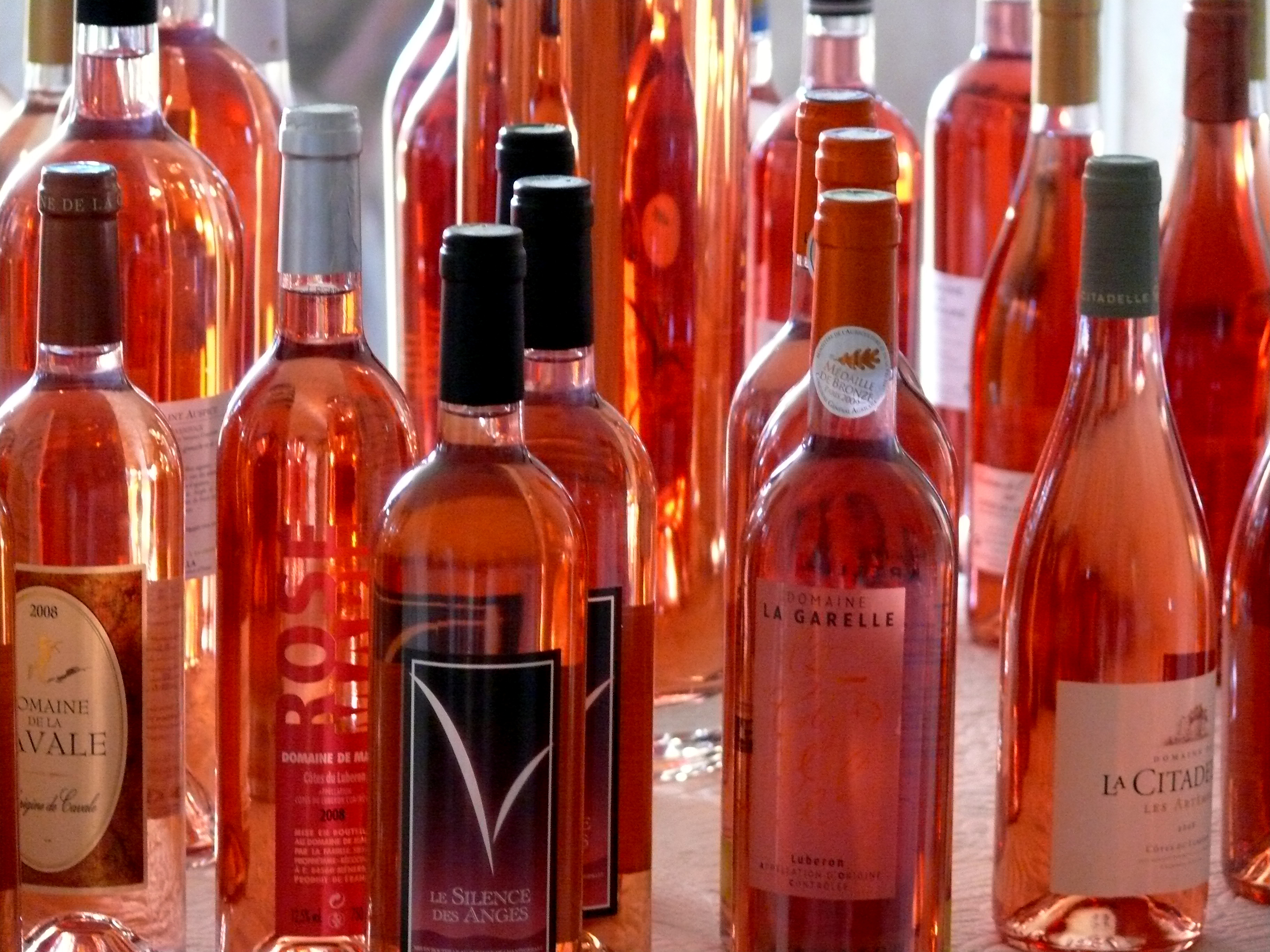
Розовые вина Прованса

Розовое вино иногда называют древнейшим из всех, так как виноделы античности избегали длительной мацерации, следовательно, красное вино древности по своим показателям напоминало современное розовое. Даже в Средние века на столы английских баронов подавалось в основном аквитанское вино «одной ночи» (vin d’une nuit), само название которого указывает на непродолжительность контакта сусла с мезгой. Другое название «прозрачного» вина из окрестностей Бордо — vinum clarum (кларет). Тёмно-красное вино с высоким содержанием танинов считалось в то время уделом бедняков. Оливье де Серр в 1600 г. писал, что оттенок кларета напоминает цвет глаз умирающей куропатки (то есть бледно-розовый).
Традиционным центром производства является французский Прованс, откуда происходит каждая третья бутылка розового вина в мире, а также некоторые регионы Испании. Одно из самых известных французских розовых вин — Тавель (фр. Tavel), которое любил Людовик XIV. Взрывной рост популярности розовых вин в США приходится на 1980-е гг.; его флагманом выступало полуигристое розовое вино Mateus из португальской винодельческой провинции Винью Верде.

## Производство

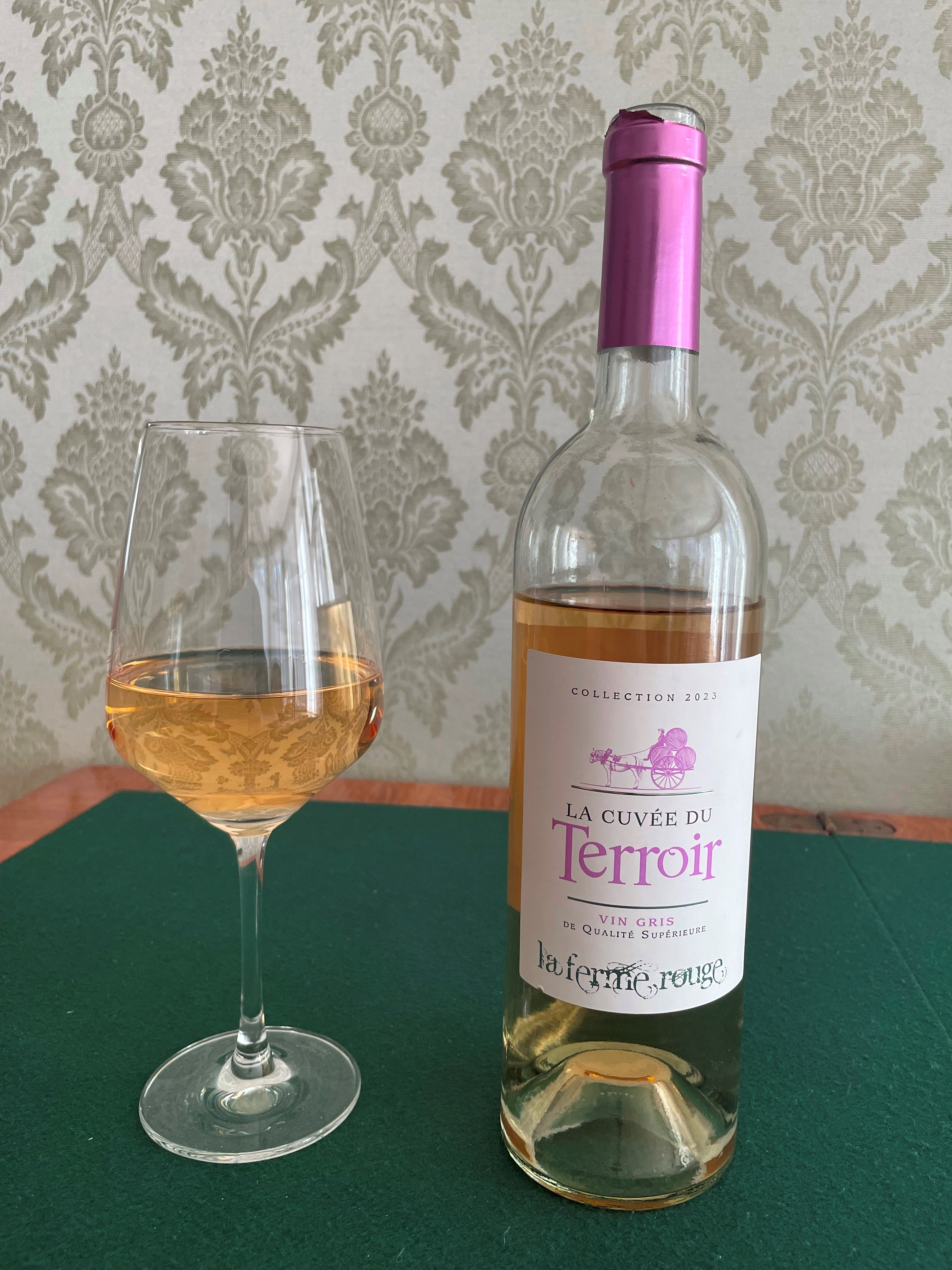
«Серое вино» — разновидность розового, производимая в Марокко. Имеет светлый оттенок и очень сухой вкус

Основной способ производства розового вина — из красных сортов винограда, с ограничением времени контакта виноградного сусла с кожицей винограда до нескольких часов.
Цвет вина зависит от таких факторов, как время контакта сока с виноградной кожицей, а также от сорта винограда и времени выдержки вина.
Для изготовления розового вина применяются две основные технологии:
- Прямое прессование: чёрный виноград сминают, в результате чего сок быстро приобретает цвет, и отжимают; дальнейшая обработка сусла — такая же, как для белого вина.
- Вымачивание: для получения розового цвета разрешается период вымачивания (мацерации). Сусло ферментирует с отжатыми плодами, как для красных вин, но на недолгое время. Дальнейшая обработка сусла — такая же, как для белого вина.

Розовое вино может использоваться как сырье при производстве розового вермута.

## Употребление
Большинство розовых вин рекомендуется пить в первые год-два после их изготовления.
Розовые вина обычно подаются при температуре 10-12 °C. Они не обладают ярко выраженным вкусом и могут сочетаться практически с любыми блюдами. Обычно розовые вина подают в качестве аперитива (с салатами, сыром или бутербродами), а также к блюдам из рыбы и морепродуктов.

## Особенности потребления
В Британии потребление розэ резко возрастает в жаркую погоду. Скачок потребления отмечается при температуре воздуха 26 °C. В период аномальной жары 2023 года в стране продавалась более 4 тыс. бутылок в день.

## В культуре
- Песня «Розовое вино» российских рэп-хип-хоп исполнителей Элджей и Feduk.